# 山下徳治
山下 徳治（やました とくじ、1892年1月15日 - 1965年7月10日、正字では「德治」）は、日本の教育学者。改姓後は「森 徳治」と称した。戦前の新自由教育運動の中で、欧州、ソビエト連邦への留学、視察を通じて獲得した労働教育を中心にした教育理論の移入を図った。また、生前のヴィゴツキーに会った唯一の日本人として知られている。筆名は「村上 純」。

## 経歴
1892年、鹿児島県徳之島生まれ。西南戦争敗戦後一家で徳之島に移住し、父は砂糖製造、販売業に従事。山下3歳のとき一家は鹿児島市に転居し、西田町に住む。西田小学校、鹿児島高等小学校を卒業。鹿児島第一中学校(旧制)入学後から教師を志し、同校2年生のとき鹿児島師範学校に転入学し、同校を1913年卒業。そののち母校である鹿児島市西田小学校教諭。1916年夏、当時京都帝国大学生であった小原國芳が帰省し、鹿児島市内で1週間の連続哲学講演会を開催した際、演習の最中での山下の発言に注目していた小原は、1920年山下を招き、成城小学校教諭に就職させる。同校長澤柳政太郎の勧めで1923年4月よりドイツのマールブルク大学に留学し、ナトルプの指導のもとにペスタロッチの教育論を研究対象とする。ここで、ドイツの雑誌『教育』に3回にわたり掲載されたデューイの教育論がペスタロッチの教育論の水準を追い抜いていることを発見し、デューイの著書を取り寄せた。また、ハイデッガー、ヤスパース、ルドルフ・オットーの講義も受講。さらにエーリッヒ・イェンシュの直観像理論を学ぶ。こののちソビエト連邦にわたり、教育視察を実施し、1927年帰国。
成城学園初等学校主事、高等学校ドイツ語教授を経て、澤柳没後自由学園に転任。1929年後藤新平、モスクワ駐在の酒匂秀一代理大使、ソビエト連邦通であった西春彦らの援助を得て二回目の渡欧を行う。ダルクローズのリトミック、ボーデの芸術体操を見学し、再びソビエト連邦にわたる。パブロフの実験室を訪ねる。また、文部委員ルナチャルスキー、ヴィゴツキー、ルイゼ、シャツキー、バーソフらと意見交換する。後藤とともに労働大学を立ち上げる計画があったためであるが、これは後藤の死没により実現しなかった。なお、ヴィゴツキーとはルリヤとともにイェンシュ学説の検証実験に立ち会うこととなった。同年10月以降のプロレタリア科学研究所創立に際して、第2部哲学・歴史・教育部門の所員となり、教育問題研究会責任者となり、さらに同年12月20日『新興ロシアの教育』を鐵塔書院より刊行した。
1930年8月19日新興教育研究所の創設に参加し、所長となる。同年9月より1933年6月まで『新興教育』の発行に参加。この間1930年11月に朝鮮の新興教育研究所支局準備会の弾圧に連座し、朝鮮へ連行され、12月に検挙される。また、プロレタリア科学研究所主催の外国語大学で初級ドイツ語文法の講師を務める。1931年頃より日本資本主義発達史講座の第4巻「教化史」を執筆。1933年より岩波書店の『教育』の編集部員となる。1934年には『教材と児童学研究』誌を創刊し、波多野完治らと「発育」論争を行う。1936年からは雑誌『教育』の編集陣の関係活動として地理教育研究会および数学教育研究会に参加し、1937年教育科学研究会発足当時は科学教育研究部会の委員をつとめた。また、育生舎の編集長をつとめる。さらに、株式會社池貝鐵工所の労働部長に就任し、城南中小企業徒弟教育要領を編集した。1941年結婚して妻の森姓となる。1944年教科研事件により検挙され拘置される。1945年鹿児島へ転居、農業に従事する。1949年再度東京に戻る。全国の健民少年団の理論指導を行う。1962年日本スポーツ少年団の創立に際しては、本部委員に就任。教育理念の骨子の作成に携わった。

### 2回目のソビエト訪問
1929年暮れから1930年の初めにかけて約1ケ月半滞在した。後藤新平の紹介状を持ち、文部委員のルナチャルスキーを教育人民委員部を訪ね、約1時間ドイツ語で会話。ルナチャルスキーも出演していた映画『サラマンドラ』を山下はすでに観ており、映画の素材となったイタリアの実話、科学の国際性へのソビエトの貢献についての意見を聴く。次にモスクワから汽車で4時間ほどのところに位置するオブニンスコエ村を訪問。ここではシャツキーが教育植民地を経営し、13校ある単一労働学校を指導していた。シャツキーに革命前の教育者の政治思想やその組織の実状について質問し、さらにコンプレックス、システムの教育実践の困難について話し合う。こののち、モスクワにおいてさらに2回シャツキーと会話。次いでレニングラードに約1週間滞在し、バーソフ司会の下で山下が6時間連続の講演「日本の学校教育」を実施。その中で日本のドルトン・プランを批判したことから、講演の翌日には、グレベッカ街にあるヤキモフ経営の学校を訪問し、ドルトン・プランに関してヤキモフと批判し合うこととなった。クルプスカヤとは病臥中で会えず。
モスクワ共産大学でのヴィゴツキーの女子学生の一人がイェンシュのアイデーチック（直観像）を卒業論文の研究テーマにしているから指導して欲しいとヴィゴツキーから依頼される。引き受けた山下は、3日間モスクワの学校にヴィゴツキーと2人で出かけて、明確にアイデーチックの素質を持った3人の子どもを発見。そのあと、ヴィゴツキーの実験室でこの子どもたちについて精密な実験を試みた。この間、ドイツ語を話さないヴィゴツキーに少しドイツ語を使えるルリヤが付き添い、とくに被験者とのロシア語での問答で山下を助けた。実験は成功し、ヴィゴツキーは晩餐会を開いてくれた。ヴィゴツキーが直観像の研究を学生に勧め、その追実験に熱心であった理由は、その当時すでにヴィゴツキーが「思考の一般化の最も発達した形式は、概念の形式である」という偏見を打破し、人間の思考の最も原始的な形式や直観的思考の形式について研究していたことにある。そのために、クレッチマーが夢の研究において発見した人間思考の最も原始的形式に賛同し、また「イェンシュの研究は、純粋に直観的領域においては、概念の具体的相似物あるいは直観概念ともいうべき特別の一般化、あるいは形象の連合が存在することを明らかにした。イェンシュはこれを意味づけられた構図と呼んでいる」といっている。ヴィゴツキーの研究では、思考における一般化から概念の形式へとピラミッド式に発達するのではなく、子どもの思考発達や概念形成の道程は、むしろトンネルを掘っていくようなもので、そこに彼が見出した3つの発達段階のうち、第2の複合的思考と呼んでいる段階に関する『思考と言語』での論述の最後がいわゆるイェンシュの「意味づけられた構図」で終わっている。

### 新興教育運動
革命後、1927年と1929年の2回ソビエト連邦を訪問し教育事情を視察した山下は、1929年12月に『新興ロシアの教育』を刊行したことにより、マルクス主義を根拠とした教育運動の内容を知悉する第一人者として広く知られることとなった。1929年の秋にすでにプロレタリア科学研究所の所員として教育部門の牽引者の一人となっていた山下は、教育研究・教科研究を中心に、日本に教育啓蒙運動の核となる研究所を設立することを発案し、まず小倉金之助と長田新に相談し激励され、次に三木清、羽仁五郎に相談し賛成された。この頃、山下の許を学生、青年教師、教育学者等が多く訪れており、本庄陸男、山口近治、町田知雄らの教師は、山下に相談しながら、日本教育労働者組合の結成を準備していた。ある日、三木と羽仁が訪れて、「一歩前進しよう」との相談を受けた。「結成さるべき教員組合について私は、教師の経済的生活確保は当然の権利であり、同時に時代の要求する教育・教科の本質研究による指導を通して国民を味方に得なくてはならないと考えていた。一歩前進はこれらすべての期待を断ち切り、教師たちを嵐の中に晒し、教育研究の遺産を何も残さないことになる。それで私はあくまで自分の考えを強調して結論を出さないで三木・羽仁氏と別れた。」若い教育学徒や青年教師らは急進的であったが、山下は「若い人たちの情熱にほだされて、同調してしまった」うえ、「いつしか、その時の流れのなかに、私も立たざるを得なかった」のである。
1930年の春から夏に新興教育研究所の創立を準備した。歴史的には、この時期、日本教育労働組合の結成準備と日本教育労働者組合準備会の準備とが並行して行われていた。「合法的な」教育研究機関の創立を目指し、9月1日には機関誌『新興教育』を創刊。9月下旬に研究所の創立総会を開催した。「プロレタリア教育の研究、建設を目的と」しての設立となった。『プロレタリア科學』1930年10月号に「プロレタリア敎育の本質」を掲載。
1932年8月脱稿、11月発行の『日本資本主義発達史講座』第4巻「教化史」の「結論」は、「昭和五年八月の創立になる「科學敎育硏究所」は、假令、それが如何に小さき存在であつても、そして、亦そのマルクス的敎育學の硏究がなほますます鍛冶せられねばならぬものとしてもしかしそれらは硏究所の任務が客觀的眞理に近づかんとする世界史的意義のますます多望なる事を約束する。まさに夫れ故にこそ、「國際的プロレタリア科學の鎖の一環として新興敎育の科學的建設を翹望してゐるのである」（新興敎育硏究所創立宣言の中より、『新興敎育』創刊號三頁）。」の語で結ばれている。
1933年末から1934年春にかけて弾圧され、研究所は解体する。

## 著書
- 『新興ロシアの教育』鐵塔書院、1929年[注釈 16]
- 『日本資本主義発達史講座』第4巻「教化史」岩波書店、1932年
- 『ギイヨオ・デューイ』（大教育家文庫）のうちデューイ 岩波書店、1936年
- 『児童教育基礎理論』建設社、1938年
- 『明日の學校』厚生閣、1939年 のち『明日の学校』（世界教育学選集）明治図書、1973年
- 『労務者の職分』第一公論社、1942年
- 『娘の生活』汎洋社、1943年
- 『デューイの哲学と教育』壮文社、1948年
- 『ジョン・デューイ学説批判』刀江書院、1949年
- 『経験哲学入門』成城書房、1949年
- 『ペスタロッチからデューイへ』刀江書院、1950年
- 『技術の生いたち』牧書店、1951年
- 『すまいのおいたち』あかね書房、1952年
- 『海のまもり』海事普及協会、1954年
- 『東郷元帥』海洋協会湘南海の友の会、1958年
- 『東郷元帥遺墨百題とその解説』森徳治、1964年

## 論文
- 「教育理想論」小原国芳編『教育行脚と私たち』文化書房、1922年
- 「新興敎育の建設へ ―敎育者の政治的疎外―」『新興敎育』第1巻 1号、1930年
- 「プロレタリア教員の本質」『新興敎育』第1巻 2号、1930年
- 「希望社の分析」『新興敎育』第1巻 2号、1930年
- 「高校ストライキを中心に」『プロレタリア科学』1930年9月号
- 「教育史」『日本資本主義発達史』岩波書店、1932年 発行禁止
- 「科学としての教育学 - 教育学の根本的転向」『岩波講座教育科学附録 教育』、1932年
- 「社会教育について」『教育』第1巻 1号、1933年
- 「児童学とは何か」『教材と児童学研究』創刊号、1934年
- 「波多野氏の『児童学に就て』に答ふ」『教材と児童学研究』第3号、1934年
- 「教育科学と児童学」『教育』第3巻 5号、1935年
- 「児童学の進歩」千葉春雄編『国語教育の基礎科学』厚生閣、1936年
- 「児童学と教育の進歩」『教育』第5巻 8号、1937年
- 「科学的思考の発達」『教育心理学講座11. 理科学習の心理』金子書房、1953年
- 「問題解決能力の発達」『児童心理』第8巻 11号、1954年
- 「ヴィゴツキーの思い出」『ソビエト教育科学』第5号、1962年

## 翻訳
- ジヨン・デユーイ著『ソヴエートロシヤ印象記』自由社、1930年
- C.H.スュトラッツ著『子供のからだとその養育』汎洋社、1943年
- C.H.スュトラッツ著『子供のからだ』創元社、1952年
- C.H.ストラッツ著『世界の名著完訳　子どものからだ』邦侑社、1966年